# IC 4817
IC 4817 је спирална галаксија у сазвјежђу Телескоп која се налази на листи објеката дубоког неба у Индекс каталогу.
Деклинација објекта је - 56° 9' 33" а ректасцензија 19h 6m 12,6s. Привидна величина (магнитуда) објекта IC 4817 износи 13,7 а фотографска магнитуда 14,5. Налази се на удаљености од 41,873 милиона парсека од Сунца. IC 4817 је још познат и под ознакама ESO 184-10, AM 1902-561, PGC 62771.